# Max Friz
Max Friz (* 1. Oktober 1883 in Urach; † 9. Juni 1966 in Tegernsee) war ein deutscher Maschinenbauingenieur und Motorenkonstrukteur. Insbesondere sein Wirken bei BMW machte ihn bekannt.

## Leben und Werk
Nach der Schulausbildung sollte Friz eigentlich Kaufmann werden und später das elterliche Geschäft übernehmen. Seine Neigung zur Technik war aber stärker. Nach vier Jahren Lehre im Unternehmen Dampfmaschinenbau Kuhn in Cannstatt besuchte er von 1902 bis 1904 die Maschinenbau-Abteilung der staatlichen Baugewerkschule Stuttgart. Ab 1906 arbeitete er als Konstrukteur bei der Daimler-Motoren-Gesellschaft in Stuttgart-Untertürkheim, wo er als erste große Leistung den Grand-Prix-Automobil-Motor konstruierte, mit dem Christian Friedrich Lautenschlager 1914 den Großen Preis von Frankreich gewann. Von 1912 an entwarf er dort außerdem einen verwendungsfähigen Viertakt-Reihen-Flugmotor mit obenliegender Nockenwelle.
Am 2. Januar 1917 wechselte er zur Rapp Motorenwerke GmbH in München, deren Chef Karl Rapp ihn zuerst abgelehnt hatte. Sieben Monate später wurde aus diesem Unternehmen die Bayrische Motoren-Werke GmbH (BMW), seit 1918 eine Aktiengesellschaft. Friz wurde bald durch die Entwicklung der Flugmotoren BMW III und BMW IV international bekannt. Es war aber vor allem der Höhenmotor BMW IIIa mit dem von ihm entwickelten Höhenvergaser, der gegen Ende des Krieges das Jagdflugzeug Fokker D.VII seinen Gegnern weit überlegen machte. Am 10. August 1918 erhielt Friz Prokura.
Nach Kriegsende trug der Motor BMW IIIa sehr viel zum Erfolg des Flugzeugs Junkers F 13 bei. Wegen der Auswirkungen des Versailler Vertrags auf die deutsche Luftfahrtindustrie wandten sich Friz und sein Unternehmen den Straßenfahrzeugen zu. Ein Ergebnis dieser Arbeit war 1920 der Boxermotor BMW M2 B15. 1922 übertrug der Investor Camillo Castiglioni die Motorenbau-Abteilung der BMW mitsamt der Firma auf die ehemalige Bayerische Flugzeugwerke AG (BFW), deren Werksanlagen auch in München-Oberwiesenfeld lagen, und die ihre Produktion auf Motoren für verschiedenste zivile Zwecke umstellten. 1923 setzte Friz hier mit der Entwicklung des Motorrads BMW R 32 einen fahrzeugtechnischen Meilenstein – mit einem technischen Grundkonzept, das noch heute bei BMW Verwendung findet. Viele sportliche Erfolge und auch Weltrekorde wurden mit diesem Motorrad errungen.
Alle diese Leistungen schufen die Voraussetzungen für einen Posten als Direktor (Vorstandsmitglied) bei der BMW. So wurde er am 25. April 1925 zum Technischen Direktor und gleichzeitig Chefkonstrukteur ernannt, eine Position, die er bis zum 13. September 1937 innehatte; fortan befasste er sich hauptsächlich mit Flugmotoren. 

„Für die Motorräder waren andere zuständig, die so manche Auseinandersetzung mit ihrem Chef austrugen und seinetwegen sogar BMW den Rücken kehrten (Rudolf Schleicher, Martin Stolle).“

Er zeichnete unter anderem verantwortlich für die Entwicklung des für die deutsche Luftfahrt überaus wichtigen Flugmotors BMW VI. Mit diesem Motor ausgerüstete Flugzeuge benutzte der Norweger Roald Amundsen für seine Polflüge und der Schweizer Walter Mittelholzer für seinen Flug nach Kapstadt. Viele Flugzeuge der insgeheim neu entstehenden Luftwaffe waren von BMW VI angetrieben. Friz war auch wesentlich an den Lizenzverhandlungen mit dem US-amerikanischen Unternehmen Pratt & Whitney wegen des Nachbaus der Motoren „Wasp“ und „Hornet“ beteiligt, die die weitere Motorenentwicklung von BMW in eine ganz andere Richtung zu den luftgekühlten Sternmotoren brachten. Vom 21. Dezember 1934 bis zum 15. November 1937 war er Geschäftsführer der BMW-Tochtergesellschaft BMW Flugmotorenbau GmbH. Im Jahr 1938 übernahm Friz die Leitung der neuen BMW-Tochtergesellschaft Flugmotorenfabrik Eisenach GmbH. Im selben Jahr wurde er ordentliches Mitglied in der Deutschen Akademie für Luftfahrtforschung in Berlin. 1945 ging Friz in den Ruhestand und zog sich in sein Haus am Tegernsee zurück. 1954 verlieh ihm die Technische Hochschule München die Ehrendoktorwürde (als Dr.-Ing. E. h.). 1966 starb er in Tegernsee.